# Peralta de Alcofea (ort)
Peralta de Alcofea är en ort i Spanien.   Den ligger i provinsen Provincia de Huesca och regionen Aragonien, i den nordöstra delen av landet, 300 km nordost om huvudstaden Madrid. Peralta de Alcofea ligger 398 meter över havet och antalet invånare är 663.
Terrängen runt Peralta de Alcofea är huvudsakligen platt, men österut är den kuperad. Terrängen runt Peralta de Alcofea sluttar västerut. Runt Peralta de Alcofea är det glesbefolkat, med 11 invånare per kvadratkilometer. Närmaste större samhälle är Barbastro, 19,8 km nordost om Peralta de Alcofea. Trakten runt Peralta de Alcofea består till största delen av jordbruksmark.